# Mount Baker Theatre

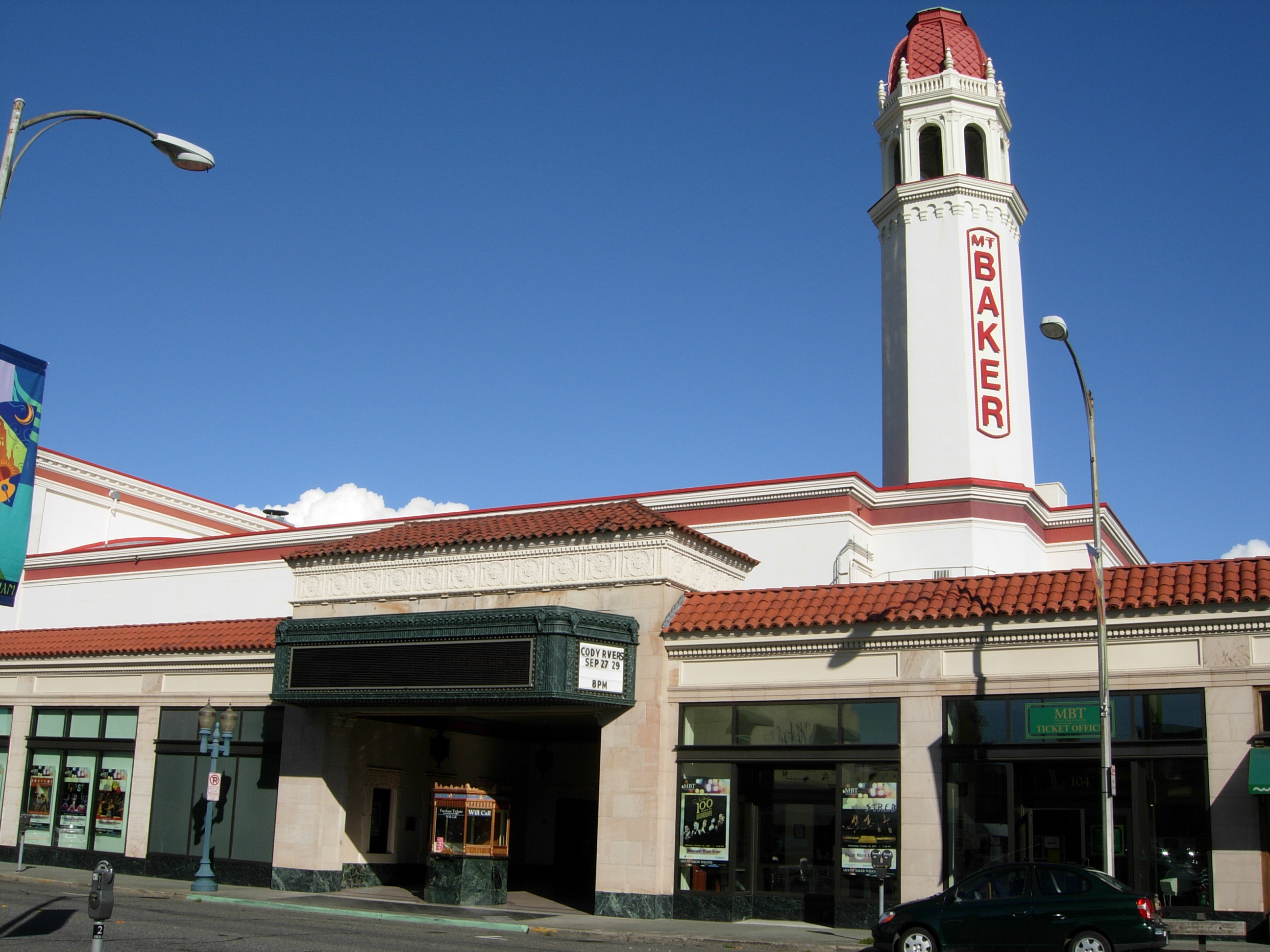
Pohled na divadlo z ulice.

Mount Baker Theatre je divadlo s kapacitou 1 509 diváků a národní historická památka ve městě Bellingham v americkém státě Washington. Konají se zde profesionální představení, koncerty i amatérská vystoupení ze severní části regionu Pugetova zálivu. Hlavní sál divadla je největším divadlem ve státě, které se nachází severně od seattleských divadel Paramount a 5th Avenue.
Architektem divadla byl Robert Reamer, architekt divadla 5th Avenue nebo penzionu Old Faithful Inn v Yellowstoneském národním parku, který jej postavil v maursko-španělském slohu. Podle legendy v divadle žije duch, jehož jméno je Judy. Vlastníkem divadla je město Bellingham, ale spravuje jej nezisková organizace Mount Baker Theatre, kterou vedou prezident Gary Barnett a výkonný ředitel Brad Burdick.

## Divadlo
Divadlo se rozpíná přes polovinu jednoho městského bloku a obsahuje tři různé sály pro koncerty, divadelní hry, filmy a další události. Všechny veřejné prostory, s výjimkou balkónů, jsou bezbariérově přístupné. Některé neveřejné prostory, jako sklad nebo zákulisí divadla mohou být nepřístupné.
Hlavní divadlo obsahuje velké jeviště a přízemní i balkónové hlediště. Dohromady má hlediště kapacitu 1 509 diváků. Prostor pro orchestr se nachází mezi jevištěm a hledištěm, jeden a půl metru pod úrovní pódia, a má kapacitu 25 hudebníků. Divadlo má profesionální osvětlení i ozvučení, velké filmové plátno, promítací místnost a historické varhany.
Encore Room je 111 m² rozlehlá přijímací hala a místo setkání v jižní části divadla. Má kapacitu 120 lidí, kteří sedí u 60 až 80 stolů. Vedle haly se nachází kuchyně.
Waltonovo divadlo je malé divadlo západně od hlavního a nese svůj název po Haroldu Waltonovi a jeho ženě Irene.

## Historie
Divadlo bylo postaveno roku 1927, aby poskytovalo zábavu pro rostoucí město. Původně se zde konala pouze živá divadelní představení a koncerty, až později bylo přidáno plátno k promítání němých filmů.
Divadlo se nachází v historickém centru města Bellingham, hned na jih od něj se nacházela městská Carnegieho knihovna, na západ Bellinghamská věž, která byla postavena jako luxusní hotel, ale je využívána jako kancelářská budova s kavárnou a restaurací. S 15 patry se jedná nejen o nejvyšší budovu města, ale celého okresu Whatcom. Původní radnice, postavená roku 1891, se nachází jen dva bloky západně od divadla a nyní je domovem Whatcomského muzea. Budova Bellinghamské banky, Federální budova a Crown Plaza se nachází jen několik bloků na jihovýchod od divadla.

## Duch
Po dlouhá desetiletí ohlašoval personál divadla neobvyklé události, které časem vytvořily legendu o duchovi. V srpnu 2010 zde paranormální vyšetřovatelé spojení s pořadem Ghost Hunters televize Sci-Fi Channel strávili noc, aby prozkoumali, co je na legendě pravdy.